# Carex turrita
Carex turrita är en halvgräsart som beskrevs av Charles Baron Clarke. Carex turrita ingår i släktet starrar, och familjen halvgräs.

## Underarter
Arten delas in i följande underarter:
- C. t. merrillii
- C. t. turrita